# ミゲル・デ・ラ・フエンテ
ミゲル・デ・ラ・フエンテ・エスクデロ（Miguel de la Fuente Escudero、1999年9月3日 - ）は、スペイン・カスティーリャ・イ・レオン州トゥデラ・デ・ドゥエロ出身のサッカー選手。CDレガネス所属。ポジションはFW。

## クラブ経歴
カスティーリャ・イ・レオン州のトゥデラ・デ・ドゥエロに生まれ、2013年に当時13歳でレアル・バリャドリードのカンテラに加入した。2016-17シーズンにBチームデビューを果たすと、2018年10月21日、ラ・リーガのレアル・ベティス戦でトップチームデビューを飾った。
2020年10月1日、セグンダ・ディビシオンのCDレガネスへ1シーズンレンタル移籍することが決まった。
2021年8月23日、デポルティーボ・アラベスと4年契約を結んだ。
2023年9月1日、2023-24シーズンは再びCDレガネスへレンタル移籍することが決定した。